# Alois Havlík, továrna na hospodářské stroje a benzinové motory v Kuklenách

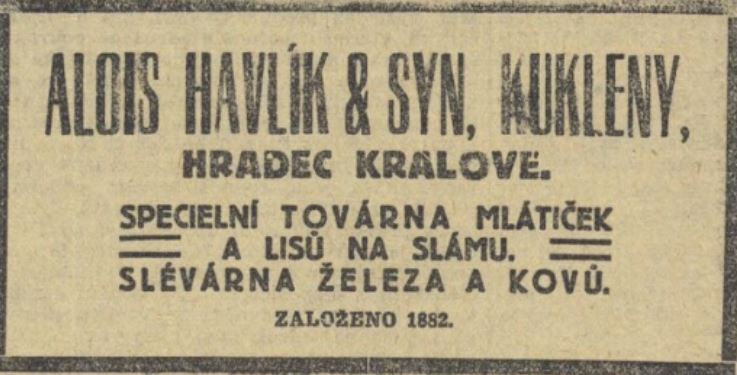
Firma Alois Havlík, Kukleny (dobový inzerát 1924)

Alois Havlík, továrna na hospodářské stroje a benzinové motory v Kuklenách byla strojírenská firma, jejíž počátky sahají před rok 1876, kdy ze Slezského Předměstí přišel Alois Havlík a založil zde svoji zámečnickou dílnu, z níž později utvořil továrnu na hospodářské stroje, která se dostala do insolvence a zanikla v roce 1934.

## Historie
14. června 1876 se okresní hejtmanství tázalo obce Kuklen, zda dílna Aloise Havlíka ze Slezského Předměstí v čp. 99 je pro zámečnické řemeslo způsobilá. Obecní úřad odpověděl, že je způsobilá, neboť Havlík v ní pracuje sám bez učedníků a tovaryšů. V roce 1889 je jeho závod jmenován jako Dílna na hospodářské stroje Alois Havlík, založená roku 1885.
V dubnu 1891 podali někteří občané z Pardubské ulice (dnes Pardubické) k obci žádost, aby strojník Havlík odklidil z ulice stroje, od rolníků k opravě přivážené. 9 jiných občanů však podalo písemnou přímluvu, že ponechání strojů na ulici je panu Havlíkovi reklamou, že jmenovaný je v Kuklenách poplatníkem a jeho závod není obci na škodu. Naopak by si tito lidé přáli, aby obec měla více takových podniků, protože by tak zesílila. Zemskou jubilejní výstavu v Praze, která se konala téhož roku, obeslal řezačkou na krmivo, opatřenou ochranným přístrojem proti úrazu při řezání. Firma byla oceněna stříbrnou medailí Zemědělské rady.
Prezentoval se i na Hospodářské, průmyslové a národopisné výstavě v Hradci Králové o 3 roky později. Vystavoval zde kolekci mlátiček různých velikostí (vlastní patent) k pohánění parním strojem i žentourem, řezačky s ochrannými přístroji a různé žentoury.
Roku 1893 se jeho firma nazývá Havlík a spol., strojní zámečnictví. 31. srpna téhož roku obdržel souhlas k postavení parního stroje k pohonu obráběcích strojů (3 soustruhů a 1 vrtacího stroje). 5. června následujícího roku získal povolení k přestavbě pisárny z mlátku a chléva v čp. 99. Roku 1895 však starý dům zbořil a vystavěl nový. O 2 roky později na Krajinské hospodářsko-průmyslové výstavě ve Slaném byl oceněn bronzovou medailí zemské rady. 16. března 1900 byla povolena přístavba k dílně. V květnu 1902 se v rámci hospodářské výstavy v Praze zúčastnil závodů mlátiček a strojů na čištění obilí. Následujícího roku vystavoval na výstavě českého severovýchodu v Hořicích, kde byl oceněn jeho patent žentourové pojízdné mlátičky s páterem a klasňovačem a dvojitým čištěním. Na Hospodářské výstavě v Praze v roce 1910 obdržel stříbrnou medaili Ústřední hospodářské společnosti za lis na slámu s vazačem.
3. března 1905 se jeho firma stala veřejnou obchodní společností. To již zaměstnávala 100 dělníků, vyráběla hospodářské stroje, benzinové motory, parní stroje, motorové a parní mlátičky, žentoury, řezačky a lisy na slámu. Oproti svým místním konkurentům měl výhodu v podobě exportu svých produktů do Ruska. Před 1. světovou válkou se stává rovnocenným partnerem syn Antonín Havlík.
Také tomuto podniku se nevyhnuly stávky. První z nich se konala 29. října 1906. 17. února 1908 se v Havlíkově dílně konalo komisionelní řízení kvůli stavbě truhlárny, lakýrny a skladiště. 28. dubna 1914 byla schválena přístavba skladiště a lakovny. Následně přichází složité období 1. světové války, které je navíc korunováno 29. dubna 1915 požárem, který způsobil škodu 170 000 K. 1. července téhož roku Havlík žádá o povolení ke stavbě shořelého skladiště. Povolení bylo vydáno 12. října 1915. Na konci tohoto roku byla také vymazána prokura udělená Václavu J. Vacovi.
Přesto podnik vydržel a pozvolně se rozrůstal. Po vzniku ČSR převzal vedení podniku Rudolf Karel. 23. července 1921 byla povolena stavba stájí pro koně, kůlny pro kočár a automobil. Zvětšoval se sortiment výrobků i služeb. Poté však přišla světová hospodářská krize. Zprvu se firma držela a snažila se pomáhat potřebným dle svých možností. V lednu 1931 věnovala nezaměstnaným 100 Kč. 23. září téhož roku obdržel továrník Havlík povolení ke stavbě přízemního domu čp. 588.
V září 1933 se podnik dostal do insolvence. Pasiv měl 1,7 mil. Kč a aktiv 1,2 mil. Kč. Továrna nakonec zastavila provoz 31. srpna následujícího roku. Později její objekty sloužily jako skladiště obilí a stroje z továrny byly převezeny z větší části do nově vystavěných dílen Jana Karla čp. 270, kde se od roku 1933 začaly vyrábět hospodářské stroje.